# Enkelfasig driedraadssysteem

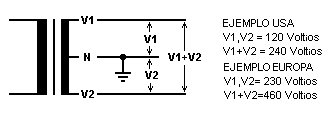
Schematische weergave van het omlaag transformeren van een tweedraads eenfasesysteem naar een driedraads gesplitstefasesysteem.

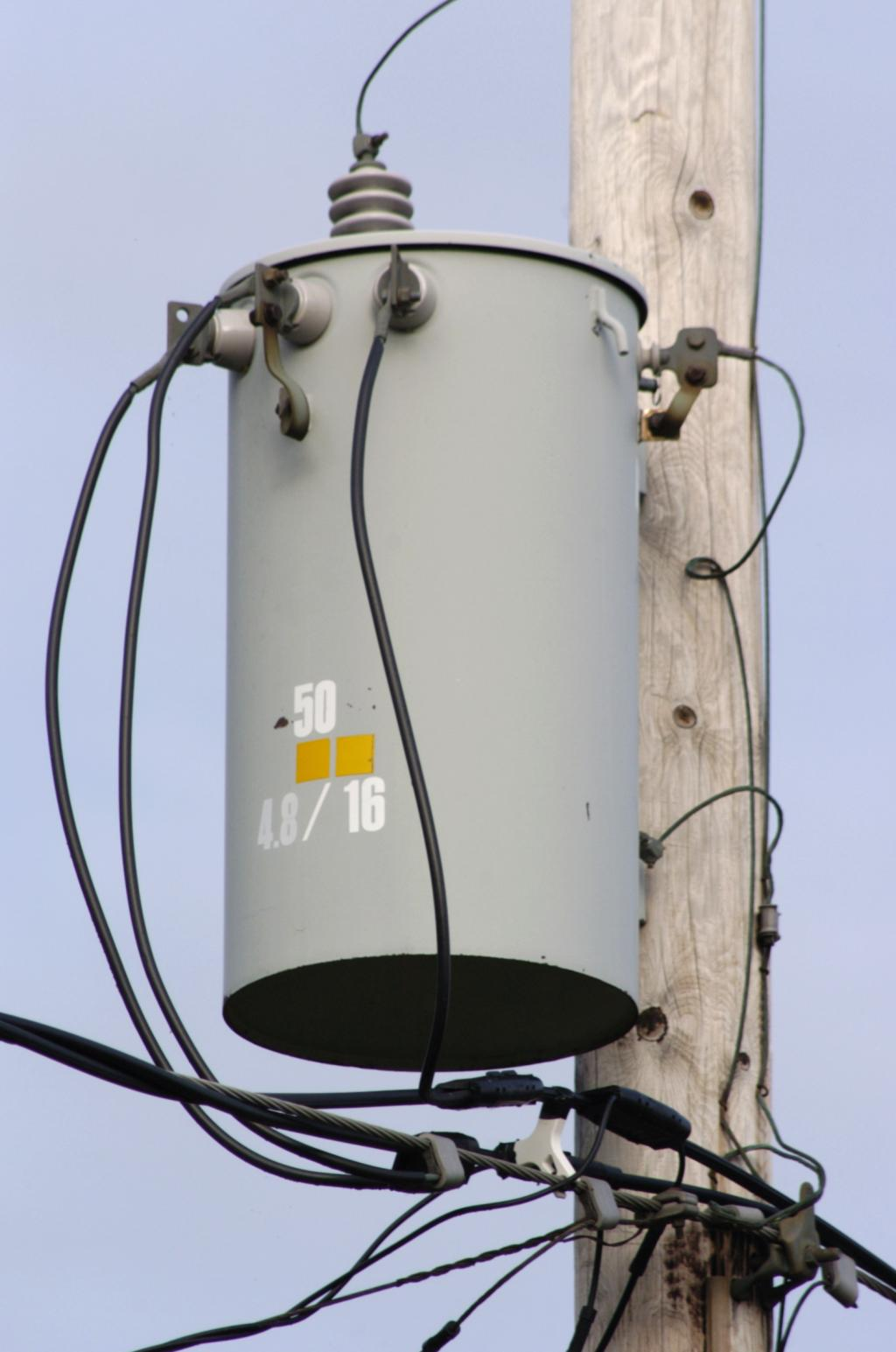
Een Amerikaanse eindtransformator met drie uitgangen.

Een gesplitstefasesysteem of enkelfasig driedraadssysteem is een type eenfasig elektriciteitsnetwerk. Dit systeem is gebruikelijk in Noord-Amerika voor residentiële toepassingen. Er zijn hier twee wisselstroomlijnen beschikbaar die 180 graden uit fase zijn met elkaar, met een gemeenschappelijke nulleider. De nulleider is verbonden met aarde en de middenaftakking van de transformator.

## Toepassing in de Verenigde Staten
Schakelingen voor verlichting en stopcontacten voor kleine apparaten verwachten in de Verenigde Staten 120 V wisselstroom - deze worden aangesloten tussen een van de lijnen en neutraal waardoor er in feite 120 V wisselstroom geleverd wordt. Veeleisende toepassingen, zoals airconditioners die op 240 V werken zijn aangesloten tussen de twee 120 V-lijnen, die door het faseverschil van 180 graden een potentiaalverschil van 240 V ten opzichte van elkaar hebben. 

### Veiligheid
Doordat beide fasedraden allebei "slechts" een potentiaalverschil van 120 volt met aarde hebben zouden schokken aan mensen en dieren minder gevaarlijk zijn dan een vergelijkbaar systeem dat een potentiaalverschil van 240 volt heeft.